# Bruno Tacconi
Bruno Tacconi (Voghera, 13 dicembre 1913 – 23 marzo 1986) è stato uno scrittore e odontoiatra italiano.

## Biografia
Figlio di un ferroviere, in gioventù fece numerosi lavori per mantenersi. Dopo aver conseguito la maturità classica, si laureò in Medicina e Chirurgia all'Università degli Studi di Pavia, specializzandosi in odontoiatria, ed esercitò a lungo la professione di dentista.
Appassionato di archeologia e di civiltà antiche, con particolare riguardo a quelle sviluppatesi nella valle del Nilo e in Mesopotamia, esordì come scrittore nel 1972 con il suo primo romanzo storico, La verità perduta, ambientato nell'antico Egitto.
Nel 1973 vinse un premio internazionale con un saggio sulle tecniche di mummificazione utilizzate nell'antico Egitto.
Nel 1974 arrivò in finale al premio Bancarella con L'uomo di Babele.
In seguito pubblicò vari altri romanzi sempre di carattere storico.

## Opere
- 1972 - La verità perduta, Mondadori
- 1973 - L'uomo di Babele, Mondadori
- 1975 - La vergine del sole, Mondadori
- 1976 - Lo schiavo Hanis, Mondadori,
- 1978 - Il medico di Gerusalemme, Mondadori,
- 1980 - Masada, Mondadori
- 1983 - Salomè, Mondadori
- 1985 - Ramsete e il sogno di Kadesh, Mondadori
- 1988 - La signora di Atlantide, Mondadori
- 1991 - Il pittore del faraone, Mondadori